# Беломорская (станция метро)
«Беломо́рская» — станция Московского метрополитена на Замоскворецкой линии. Расположена в районе Левобережный (САО). Названа по одноимённой улице. Открыта 20 декабря 2018 года на действующем участке «Речной вокзал» — «Ховрино». Колонная станция мелкого заложения с одной островной платформой.

## История
Продление Горьковского радиуса от станции «Сокол» планировалось ещё в 1938 году, когда в составе второй очереди метрополитена был открыт его первый участок. Правда, тогда не предусматривалось отклонение линии от Ленинградского шоссе, то есть планируемый участок шёл вдоль шоссе до проектируемой станции «Химки». Предусматривалось три станции после «Сокола» — «Братцево», «Северный Речной Вокзал» и «Химки». Станция в районе будущей Беломорской улицы не планировалась, так как в то время это был неосвоенный пригород Москвы с преимущественно сельской застройкой. В 1947 году были подтверждены планы 1938 года относительно продления Горьковского радиуса.
Станция впервые появляется в планах 1957 года под названием «Беломорская Улица». В 1959 году Совет министров СССР утвердил план строительства линий Московского метрополитена на семилетку (1959—1965). По нему Горьковский радиус планировалось завершить станцией «Речной вокзал». В 1964 году Горьковско-Замоскворецкая линия была продлена на север с тремя станциями — «Войковская», «Водный стадион» и «Речной вокзал».
По планам 1970 года планировалось в перспективе продлить Замоскворецкую линию до платформы Левобережная. В 1973 году появилась перспективная схема, на которой были отмечены станции «Беломорская», «Улица Дыбенко» и «Левобережная». В 1978 году участок «Речной вокзал» — «Левобережная» планировался на отдалённую перспективу, а первостепенной задачей ставилось строительство Серпуховско-Тимирязевской линии. В 1987 году этот участок также продолжали планировать на отдалённую перспективу.
В 1990-е годы станция «Левобережная» была отменена, а планируемый участок укорочен до «Улицы Дыбенко». Так, на перспективной схеме 1998 года станция «Улица Дыбенко» планируется конечной.
В 2007 году столичные власти сообщили, что Замоскворецкая линия будет продлена в районы Ховрино и Левобережный. Предполагалось, что на линии за «Речным вокзалом» появятся две новые станции — «Беломорская» и «Улица Дыбенко». Открыть станции планировалось в 2015 году.
В 2011 году мэр Москвы Сергей Собянин сообщил, что продление Замоскворецкой линии запланировано на 2014—2017 годы. Согласно замыслу городских властей, строительство станции «Беломорская» поможет решить транспортные проблемы отдалённых районов севера Москвы. В 2011 году планировалось открыть станцию в 2016 году, но в мае 2012 года дата открытия была перенесена на декабрь 2019 года. В декабре 2012 года дата открытия снова была перенесена — на декабрь 2014 года. Как указывается в постановлении, это было «обусловлено необходимостью улучшения транспортного обслуживания населения с прилегающих территорий Москвы и Московской области в районе Ленинградского шоссе, что позволит разгрузить транспортно-пересадочный узел и станцию метрополитена „Речной вокзал“».
1 февраля 2013 года Градостроительно-земельная комиссия Москвы утвердила проект планировки продления Замоскворецкой линии метрополитена от существующей станции «Речной вокзал» до проектируемой станции «Улица Дыбенко», с промежуточной станцией «Беломорская». Сооружение и ввод в эксплуатацию данного участка предусматривался к середине 2015 года.
20 июня 2013 года заместитель мэра Москвы Марат Хуснуллин заявил, что проект станции выйдет к концу года, а ввод в строй намечен на 2016 год.
10 декабря 2013 года мэром Москвы утверждён проект планировки.
4 апреля 2014 года, по словам Марата Хуснуллина, Мэрия отказалась от строительства станции метро «Беломорская улица» из-за недовольства местных жителей. Впрочем, по мнению эксперта Владимира Свириденкова, отказ от станции обусловлен желанием властей минимизировать стоимость строительства. После сообщения об отмене строительства станции другая группа жителей Левобережного района начала сбор подписей под обращением к Собянину и Хуснуллину с просьбой возобновить строительство. Проводился митинг в поддержку строительства станции. В результате московские власти приняли решение не отказываться от станции, а зарезервировать её. Начать строительство планировалось в 2018 году.
9 июля 2016 года Марат Хуснуллин сообщил, что строительство «Беломорской» возобновлено. Открытие станции было запланировано на конец 2017 года. В ноябре 2016 года мэр Москвы сообщил о переносе срока открытия станции на 2018 год.
3 февраля 2017 года Марат Хуснуллин сообщил, что открытие «Беломорской» предполагается произвести в 2018 году на действующем участке линии до станции «Ховрино», (который в итоге был введён в эксплуатацию 31 декабря 2017 года).
С 16 июля по 16 октября 2018 года для ускорения строительства «Беломорской» станция «Ховрино» закрывается в 23:00 вместо 1 часа ночи.
В августе 2018 года отделка станции была готова на 50 %. Рабочие начали монтаж оборудования и внутренних инженерных систем. Параллельно с этим началось благоустройство прилегающей территории.
13 октября 2018 года Марат Хуснуллин подтвердил, что открытие «Беломорской» предполагается произвести до конца 2018 года. «Работа идет по графику. Работа очень напряженная. Говоря спортивным языком, мы вышли на финишную прямую. У нас сегодня задействовано порядка 600 человек, работают в круглосуточном режиме», — рассказал он.
20 декабря 2018 года станция была открыта.

## Строительство
АО «Мосинжпроект» — управляющая компания по строительству станции метро.
Строительство станции осуществлялось открытым способом по технологии «топ-даун». В январе 2017 года был объявлен конкурс на строительство станции «Беломорская», максимальная цена контракта — 5,77 млрд рублей. Победителем стала дочерняя структура «Стройгазконсалтинга» — «КМС».
К концу 2017 года завершено возведение железобетонных конструкций, а 31 декабря запущено движение до станции «Ховрино», строительство «Беломорской» при этом продолжилось. Стены и потолок облицовывали по ночам, потому что днём по линии ходили поезда.
По состоянию на апрель 2018 года, работы по сооружению станции были выполнены более чем на 60 %. Специалисты приступили к архитектурно-отделочным работам.
18 сентября 2018 года начался монтаж четырёх эскалаторов на станции.
| - Площадка до начала разработки котлована (2013) - Место где будет построен северный выход (2013) - Стройплощадка станции в январе 2014 года. После заморозки строительства станции на этом месте был быстро возведён многоэтажный дом. - Строительство станции после разморозки в январе 2017 года (на другой стороне улицы, точно напротив стройплощадки 2014 года). - Январь 2017 - Январь 2017 |

## Архитектура и оформление

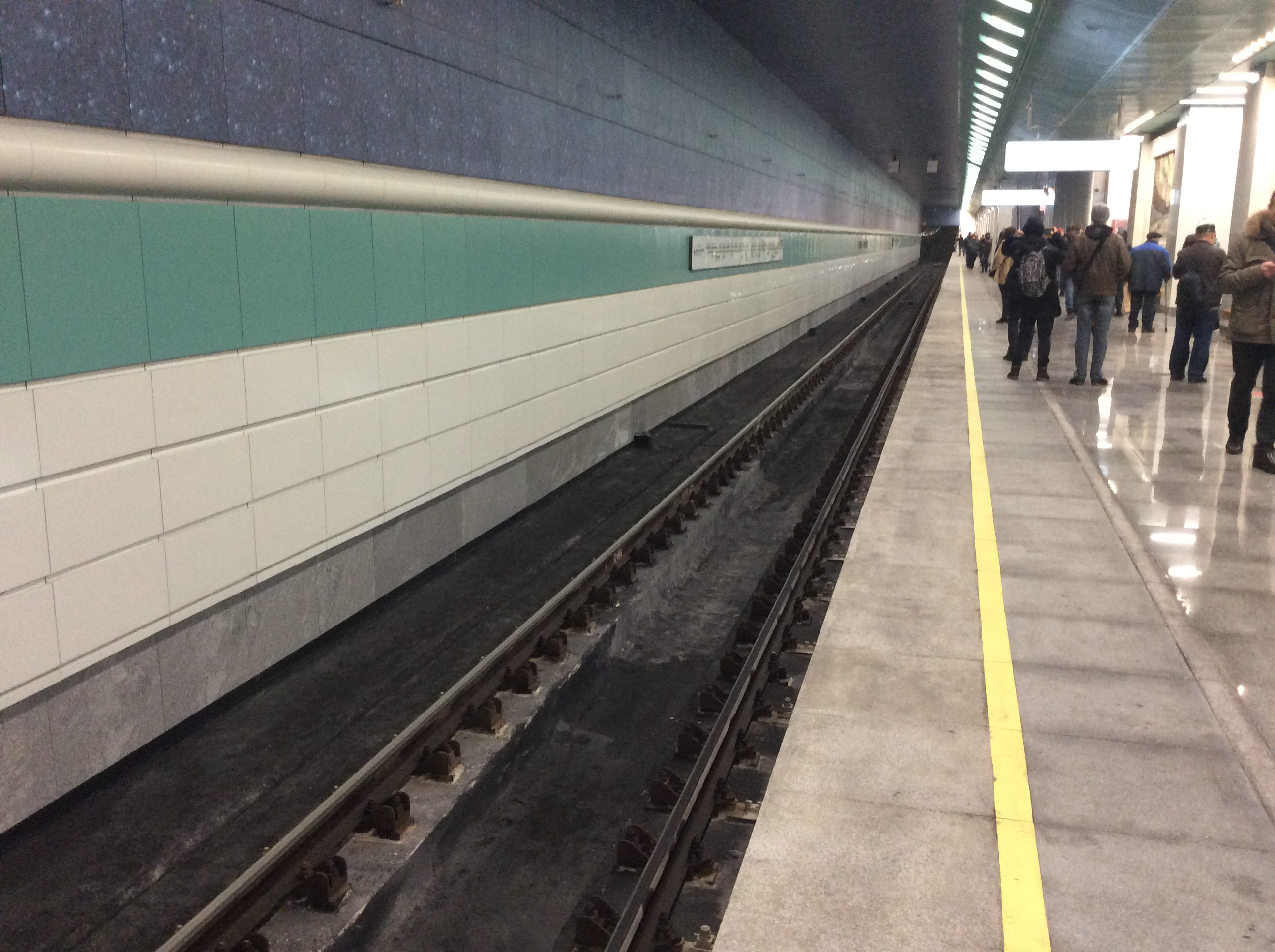
Общий вид станционного зала

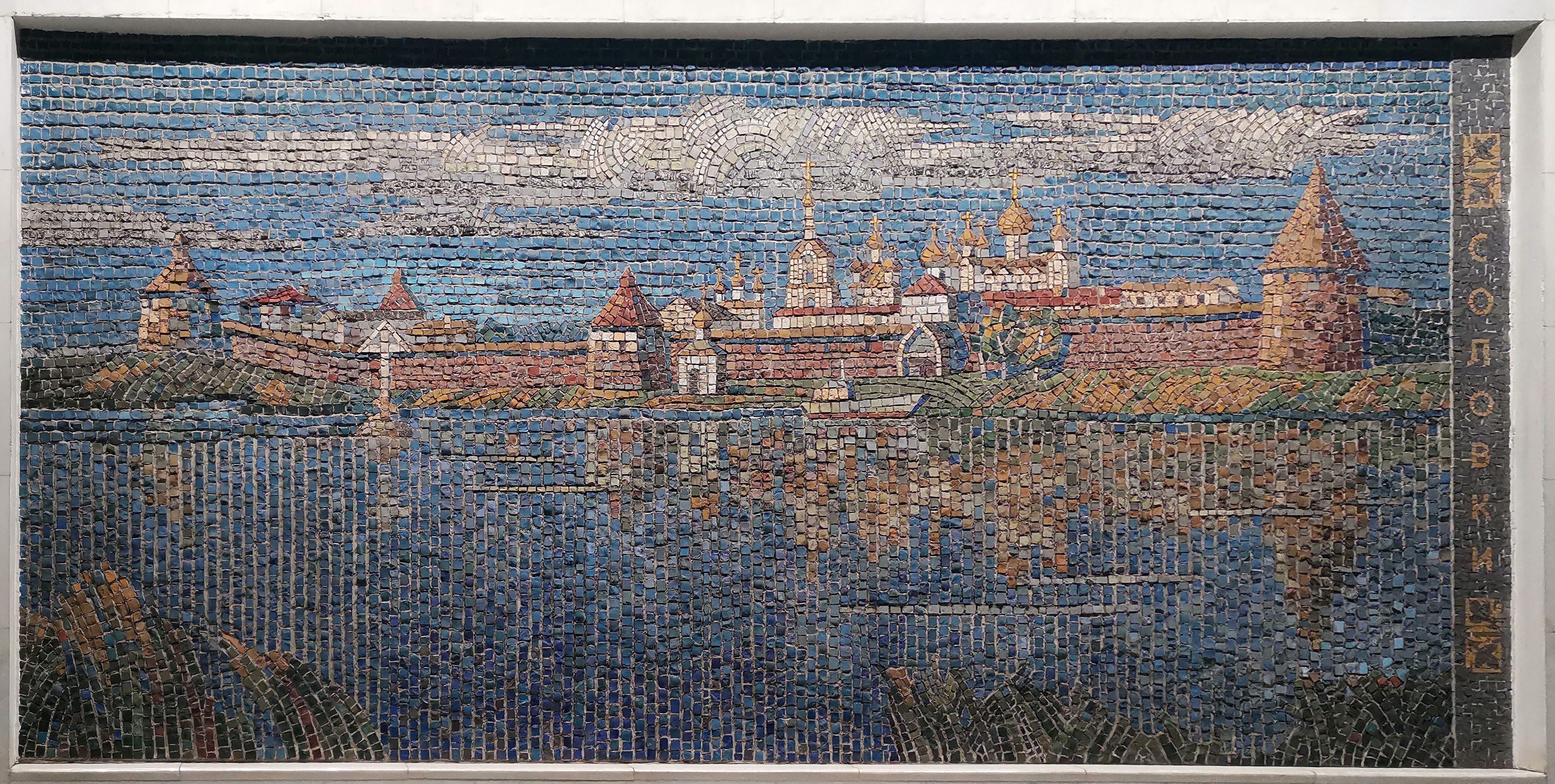
Декоративное панно на перроне

Станция — колонная двухпролётная мелкого заложения с островной платформой. Ширина платформы составляет 10 метров. Главный архитектор проекта станции: Г. Б. Ломоносов, архитекторы: Т. Карчевская, Д. Полякова, В. Бутурлинцев, Е. Папоротская, Е. Климова, А. Сойфер.
Оформление станции содержит отсылки к Беломорью — географической области в окрестностях Белого моря. Основными цветами на станции являются оттенки зелёного, тёмно-синий и белый, которые символизируют, соответственно, море, ночное небо и снег. Колонны и стены «Беломорской» облицованы белым мрамором Полоцкого месторождения. В ниши со скамейками, которые расположены вдоль стен между некоторыми из колонн в центре станционного зала, установлены несколько панно с изображениями Валаамского и Соловецкого монастырей, архитектурного ансамбля Кижи и северных пейзажей (автор: художник М. С. Козлов). Пол станционной платформы покрывает серый сибирский гранит, подвесной потолок станции имеет цвет морской волны. Название станции на путевой стене расположено на полосе зелёного цвета, выше которой располагается тёмно-синяя отделка, ниже — белая.

## Расположение и вестибюли

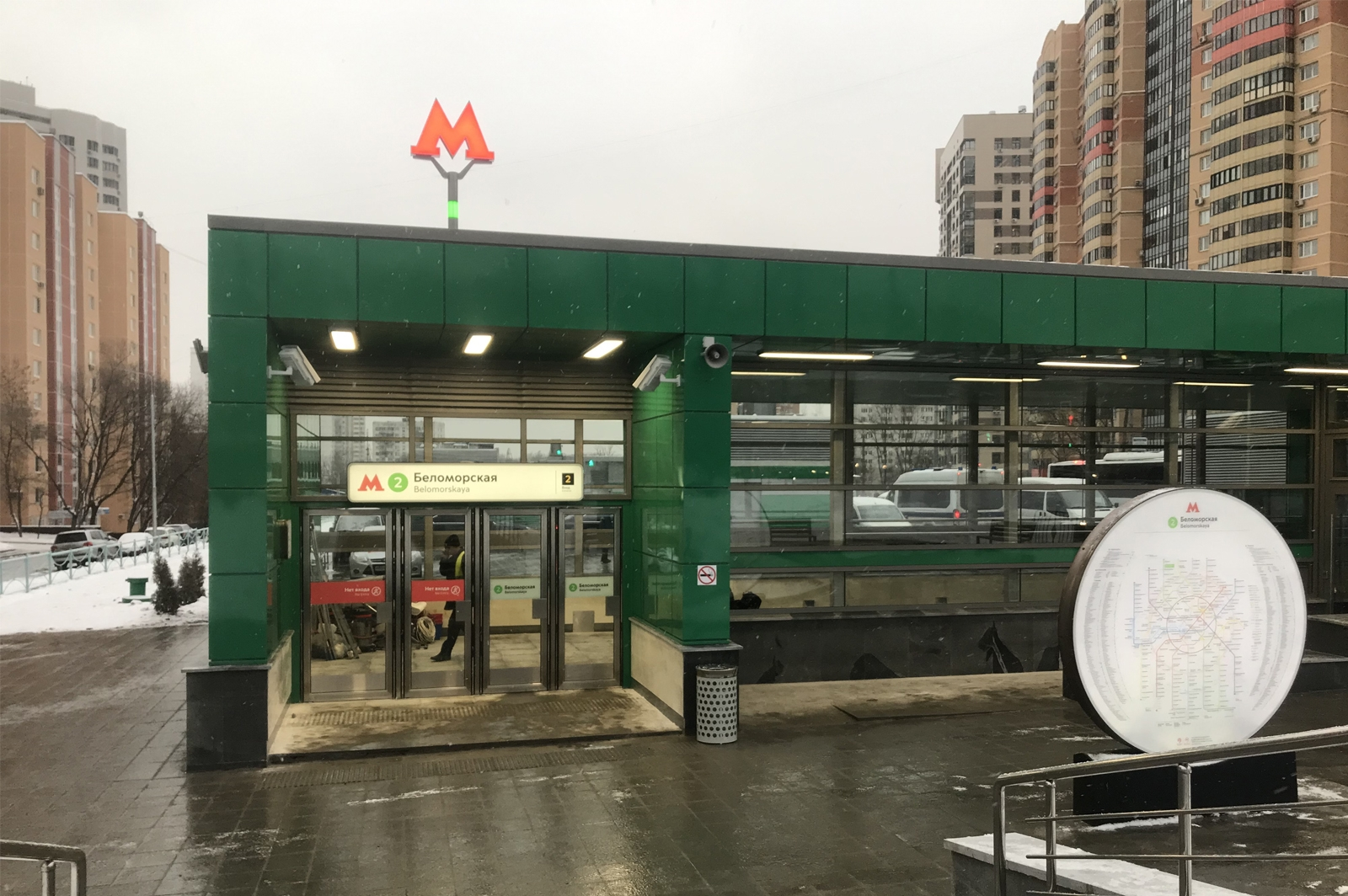
Вестибюль станции

Станция «Беломорская» Замоскворецкой линии расположена между станциями «Речной вокзал» и «Ховрино». Станция построена вдоль Беломорской улицы у пересечения её со Смольной улицей.
На станции один подземный вестибюль, из которого организованы выходы в проектируемый подземный пешеходный переход под Беломорской улицей и к остановкам наземного общественного транспорта. Особенностью станции является то, что вестибюль разделён на две части: одна для входа, другая для выхода. Каждая из частей вестибюля связана с платформой станции двумя эскалаторами, для маломобильных пассажиров запланирован лифт. В перспективе предусмотрено строительство второго вестибюля в западной части станции, но на момент открытия там должен располагаться эвакуационный выход.
В отделке фасадов наземных сооружений станции использован зелёный цвет. Внутренняя отделка вестибюля выполнена белым мрамором, разбавленным полосами зелёного уральского змеевика. Светодиодные ленты на тёмно-синем потолке вестибюля по задумке проектировщиков должны создавать эффект северного сияния.

## Наземный общественный транспорт
На этой станции можно пересесть на следующие маршруты городского пассажирского транспорта:
- Автобусы: 65, 90, 173, 199, 270, 338, 358, 400, 445, 451, 500, 801, 851, т58

## Станция в цифрах
Ожидаемый пассажиропоток на период пуска: суточный — 90 000 человек, в утренний час «пик» — 12 300 (в том числе вход — 7400, выход — 4900). Ожидаемый пассажиропоток на расчётный срок: суточный — 110 000 человек, в утренний час «пик» — 12 800 (в том числе вход — 7900, выход — 4900).

## Перспективы
В будущем на станции возможна организация пересадки на станцию перспективной Молжаниновской линии.